# 凌纯声

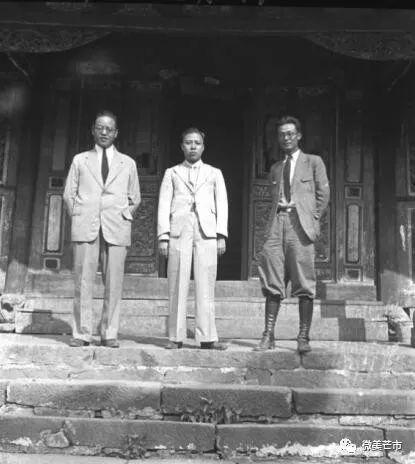
1935年4月，雲南遮放土司多英培（中）、凌純聲（左）、勇士衡（右）

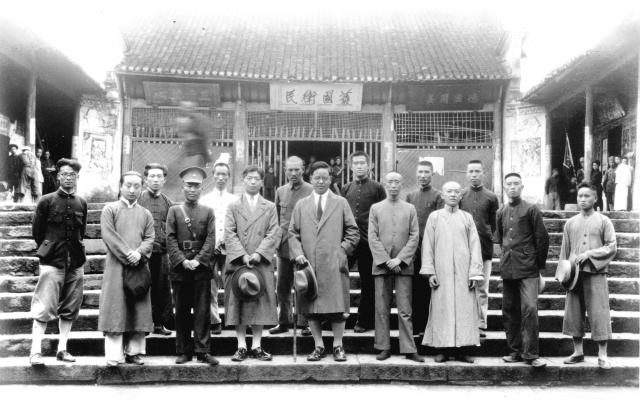
1933年6月，湘西鳳凰縣廖家橋鎮。凌純聲（正中繫領帶者）、勇士衡（極左）

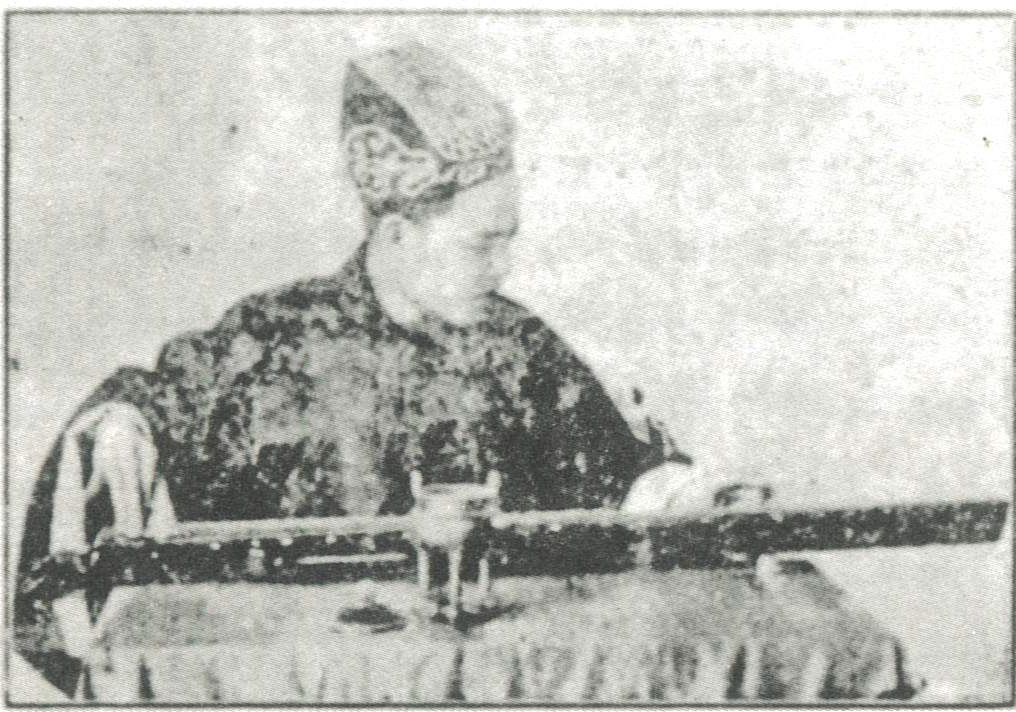
凌純聲在1927年的法蘭克福國際音樂會上彈奏古琴

凌純聲（1901年3月8日—1978年7月21日），字民復，號潤生，生於江蘇常州武進。人類學家，音樂家。在中國人類學研究領域做出了開創性工作。

## 生平
1919年自江蘇省常州中學畢業，與史禾結婚，並考入南京高等師範學校（後更名國立東南大學）。其早年曾從王燕卿和徐立孫學習古琴，就讀南京高等師範學校時期有「東南音樂家」的稱號。1924年畢業于東大教育系（今南京师范大学）。畢業後留校在東大附中（今南師附中）執教，曾任教務主任。1926年赴法國巴黎大學留學，師從法國人類學家马赛尔·莫斯等人，1929年獲博士學位。回國後，歷任中央研究院歷史語言研究所研究員及民族學組主任、國民政府教育部蒙藏教育司司長、教育部邊疆教育司司長、國立邊疆文化教育館館長、國立中央大學邊政學系教授及系主任。
1949年到臺灣，任國立臺灣大學考古人類學系教授。1956年擔任中央研究院民族學研究所籌備處主任，1965年就任該所第一任所長。曾任第三屆中研院評議員、院士。

## 學術工作
- 1925年著《中學音樂集》，1926年與童之鉉合編《霓裳羽衣歌舞》樂舞圖譜和《琵琶集成》等。
- 1930年，到东北進行赫哲族的調查，這次調查被認為是中國第一次正式的科學民族田野調查，使用五線譜記譜，同時「開創了中研院民族學、文化人類學實地調查研究的傳統」。
- 1933年，與芮逸夫、勇士衡前往湘西苗族地區調查，使用了電影攝像機，開中國影視人類學的先河。
- 1955年，率領李亦園、任先民及李卉等人組成的民族學研究調查團，赴屏東縣來義鄉來義村及佳平村進行排灣族調查研究，蒐集民族誌資料、採集人類學標本，為中研院民族學研究所之收藏及學術研究奠定基礎[4][5]

## 著作
- 《松花江下游的赫哲族》
- 《湘西苗族調查報告》
- 《佘民圖騰文化的研究》
- 《中國邊政制度》
- 《邊疆文化論集》
- 《中國邊疆民族與環太平洋文化》
- 《中泰文化論集》
- 《中國與大洋洲的龜祭文化》
- 《臺灣與東亞及西南太平洋的石棚文化》
- 《中國連續民族與環太平洋文化》
- 《東南亞的洗骨葬及其環太平洋的分佈》 The Bone-Washing Burial Custom in South-East Asia and its Circum-Pacific Distribution  1955, 中國民族學報(台灣中研院), 第一期, pp 25-44

## 鏈結
- 中央研究院民族學研究所淩純聲先生紀念標本館（页面存档备份，存于）
- 中央研究院民族學研究所博物館（臺灣）.PDF （页面存档备份，存于）
- 中央研究院民族學研究所博物館：從松花江到太平洋的人類學旅程-凌純聲先生紀念展 （页面存档备份，存于）